# Liste des comtes de Hainaut
Cette page présente la liste des possesseurs du comté de Hainaut.

## Comtes mérovingiens
Selon Jacques de Guyse, le premier Comte de Hainaut fut Madelgarius de Famars de Hainaut (Saint-Vincent de Soignies) (ca 607-677). Landry de Soignies, son fils, aurait renoncé à la charge. La couronne comtale revint, toujours selon de Guyse, à sa cousine, Sainte Aye et à son mari, Saint Hydulphe de Lobbes, duc de Lobbes.
Baudri de Bourgueil, évêque de Noyon, mentionne, quant à lui, un Amaury, qui avait épousé la fille d'Isaac de Cambrai, Comte de Cambray.
Les Comtes de Hainaut avaient pour coutume de prêter le serment d'honneur sur les reliques de Saint-Vincent Madelgaire comme « avoués de Saint-Vincent ».

## Comtes carolingiens
- 843-870 : probablement un comte lotharingien, mis en place par Lothaire Ier[4].
- 870-880 : Enguerrand Ier, comte de Gand, de Courtrai et de Tournai, placé par le roi Charles le Chauve qui vient d'annexer la Lotharingie.

En 880, par le traité de Ribemont, la Lotharingie revient à Louis le Jeune, roi de Germanie, qui place Régnier à la tête du comté de Hainaut :
- 880-898 : Régnier Ier de Hainaut, dit « au long col », fils de Gislebert de Maasgau. 
En 898, il tombe en disgrâce, et Zwentibold lui reprend le Hainaut pour le donner à Sigard.
marié à Hersinde ou Albérade († après 916).
- 898-920 : Sigard († 920)

En 911, la Lotharingie est de nouveau rattachée à la Francie Occidentale, mais Sigard conserve sa charge comtale.
- 920-925 : Enguerrand II, parent d'Enguerrand Ier.

En 925, la Lotharingie revient à la Germanie, et Henri l'Oiseleur nomme Régnier II comme comte de Hainaut.

## Famille des Régnier
- 925-ap.932 : Régnier II, fils de Régnier Ier
- avant 940-958 : Régnier III, fils du précédent, exil en Bohême, il meurt en 973.

En 958, Régnier III s'étant révolté, l'empereur l'exila et s'empara du Hainaut. Il le confia par moitié à divers seigneurs :
- 958-964 : Godefroy († 964), vice-duc de Basse-Lotharingie

| Comtes de Hainaut (réduit à Mons) - 964-973 : Richer - 973-973 : Renaud - 973-974 : Régnier IV († 1013), fils de Régnier III. - 974-998 : Godefroy Ier de Verdun - 998-1013 : Régnier IV († 1013), fils de Régnier III. marié vers 996 à Hedwige de France (970 † 1013) - 1013-1039 : Régnier V († 1039), fils du précédent marié vers 1015 à Mathilde de Verdun - 1039-1051 : Herman († 1051), fils du précédent |  | Comtes de Valenciennes - 964-973 : Amaury - 973-973 : Garnier - 973-974 : Régnier IV († 1013), fils de Régnier III. - 974-1006 : Arnoul - 1006-1035 : Baudouin IV († 1035), comte de Flandre - 1035-1045 : Baudouin V († 1067), comte de Flandre, fils du précédent - 1045-1048/1049 : probablement Regnier d'Hasnon - 1048/1049-1051 : Herman († 1051) |

- 1045-1051 : Herman (? - mort avant 1051), redevient comte de Hainaut, car à la fois comte de Mons et de Valenciennes
marié à Richilde d'Egisheim, probablement fille de Regnier d'Hasnon, marquis de Valenciennes entre 1045-1048/1049.

Leurs deux enfants furent privés de la succession de leur père par Baudouin Ier : son fils Roger devint en 1066 évêque de Châlons-sur-Marne, sa fille Gertrude entra dans un monastère.

## Dynastie de Flandre

Les armes primitives du comté de Hainaut

À partir de la réunion des comtés de Flandre et du Hainaut par Baudouin V (1191), les comtes portèrent les seules armes de la Flandre.

- 1051-1070 : Baudouin Ier de Hainaut, fils de Baudouin V de Flandre devient Baudouin VI de Flandre (1067-1070)
marié en 1051 à Richilde, veuve de Herman de Mons
- 1070-1071 : Arnoul III de Flandre, comte de Flandre et de Hainaut, fils du précédent
- 1071-1098 : Baudouin II (1056 † 1098), frère du précédent. Il conserva le Hainaut, mais ne parvint pas à recouvrer la Flandre sur Robert Ier le Frison
marié en 1084 à Ide de Louvain (1077 † 1139), fille d'Henri II, comte de Louvain et de Bruxelles et d'Adèle de Betuwe
- 1098-1120 : Baudouin III (1088 † 1120), fils du précédent
mariée en 1107 à Yolande de Gueldre, fille de Gérard Ier Flaminius, comte de Gueldre et de Wassemberg
- 1120-1171 : Baudouin IV (1108 † 1171), fils du précédent
marié vers 1130 à Alix de Namur (1115 † 1169), dernière fille de Godefroy, comte de Namur, et d'Ermensende de Luxembourg
- 1171-1195 : Baudouin V (1150 † 1195) devint en 1184 comte de Namur (Baudouin Ier) et en 1191 comte de Flandre (Baudouin VIII)
marié en 1169 à Marguerite, fille de Thierry d'Alsace, comte de Flandre.
- 1195-1205 : Baudouin VI (1171 † 1205), comte de Flandre (Baudouin IX) et empereur latin de Constantinople (Baudouin Ier).
marié en 1186 à Marie de Champagne (1174 † 1204), fille d'Henri Ier le Libéral, comte de Champagne et de Marie de France
- 1205-1244 : Jeanne (1188 † 1244), fille du précédent
marié en 1212 à Ferrand de Portugal (1188 † 1233), puis en 1237 à Thomas II de Savoie (1199 † 1259), prince de Piémont
- 1244-1280 : Marguerite Ire (1202 † 1280), sœur de la précédente. comtesse de Flandre et de Hainaut de 1244 à 1280. 
mariée en 1212 (séparés 1221) à Bouchard d'Avesnes (1182 † 1244), puis en 1223 à Guillaume II de Dampierre (1196 † 1231)

## Maison d'Avesnes

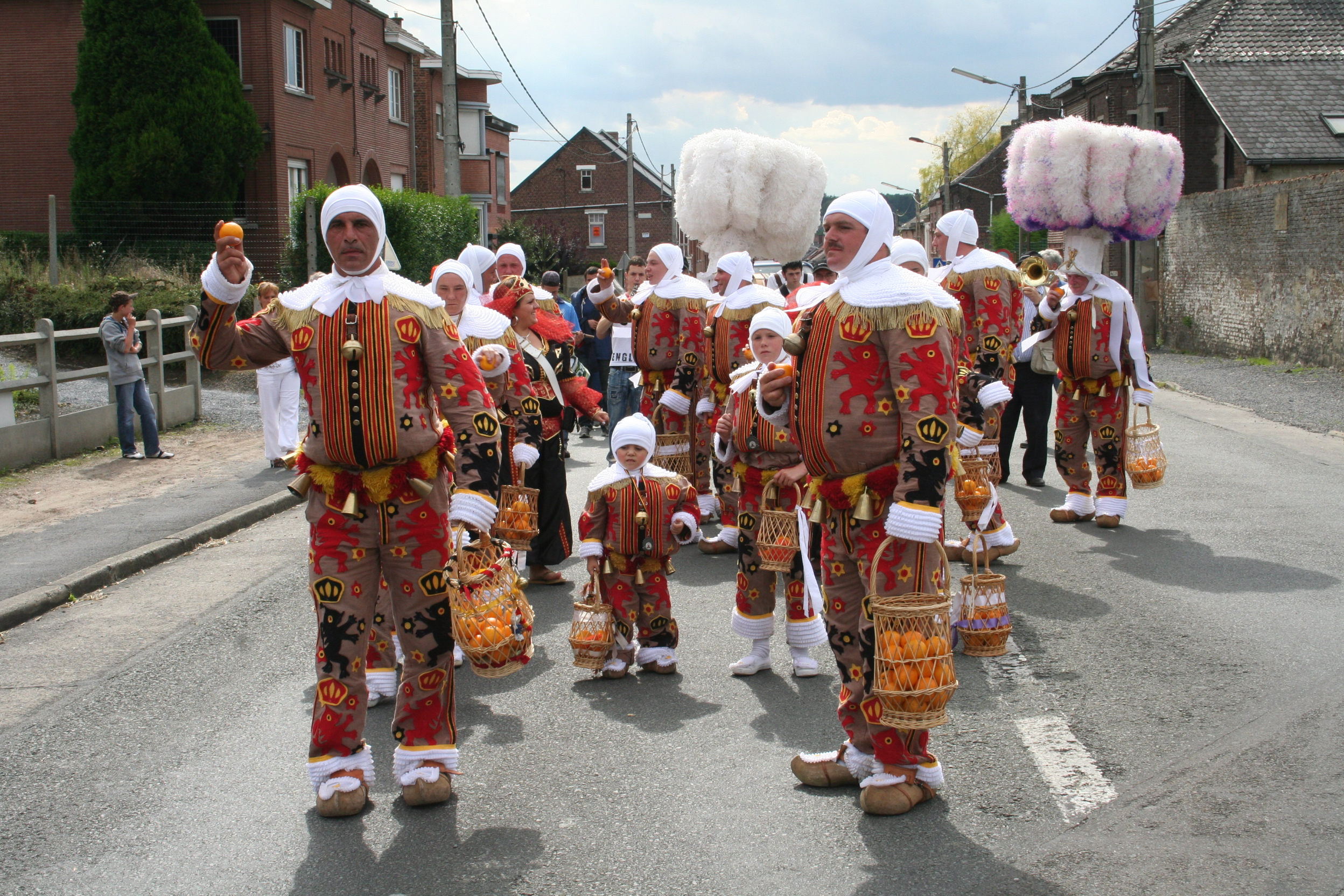
De nos jours encore, en période de carnaval, les gilles portent un costume dont la décoration s'inspire des armoiries inaugurées par Jean Ier de Hainaut.

Jean Ier porta le premier ces armes quand il devint également comte de Hollande (1297). On y retrouve le lion hollandais et le lion de Flandre.

- 1250-1257 : Jean Ier d'Avesnes (1218 † 1257), comte héritier de Hainaut, fils de Bouchard d'Avesnes et de Marguerite de Flandre et de Hainaut
marié à Adélaïde (ou Alix) de Hollande, fille de Florent IV, comte de Hollande et de Mathilde de Brabant
- 1280-1304 : Jean Ier de Hainaut, né Jean II d'Avesnes (1247 † 1304), fils de Jean Ier, comte de Hainaut et de Hollande (Jean II) 
marié en 1270 à Philippine de Luxembourg (1252 † 1311), fille d'Henri V, comte de Luxembourg, et de Marguerite de Bar
- 1304-1337 : Guillaume Ier de Hainaut (1286 † 1337), comte de Hainaut et de Hollande (Guillaume III), fils du précédent.
marié en 1305 à Jeanne de Valois (1294 †1342) fille de Charles de France, comte de Valois, et de Marguerite d'Anjou
- 1337-1345 : Guillaume II de Hainaut (1307 † 1345), comte de Hainaut et de Hollande (Guillaume IV), fils du précédent.
marié en 1334 à Jeanne de Brabant, fille de Jean III, duc de Brabant et de Limbourg, et de Marie d'Évreux

## Maison de Bavière

Ces armes furent portées par les comtes de Hainaut de la maison de Bavière. On y retrouve les armes de la Bavière.

- 1345-1356 : Marguerite II (1310 † 1356), comtesse de Hainaut et de Hollande (Marguerite Ire), sœur du précédent.
Mariée en 1324 à l'empereur Louis IV de Bavière (1282 † 1347).
Son fils Guillaume lui disputa les comtés de Hollande et de Zélande qu'elle lui abandonna en 1354.
- 1356-1389 : Guillaume III de Bavière (1330 † 1389), comte de Hainaut et de Hollande (Guillaume V) à partir de 1354, fils de la précédente.
Marié en 1352 à Mathilde de Lancastre (1335 † 1362), fille d'Henry de Grosmont, comte de Lancastre, et d'Isabelle de Beaumont.
- 1389-1404 : Albert Ier de Bavière (1336 † 1404), comte de Hainaut et de Hollande, frère du précédent.
Marié :
  1. à Marguerite de Brieg (1342 † 1386), fille de Louis de Silésie-Liegnitz, duc de Brieg, et d'Agnès de Goglau,
  2. en 1394 avec Marguerite de Clèves (1375 † 1412), fille d'Adolphe Ier de La Mark, comte de Clèves, et de Marguerite de Juliers.
- 1404-1417 : Guillaume IV de Bavière (1365 † 1417), comte de Hainaut et de Hollande (Guillaume VI), fils du précédent et de Marguerite de Brieg.
Marié en 1385 à Marguerite de Bourgogne, fille de Philippe II le Hardi, duc de Bourgogne et de Marguerite, comtesse de Flandre.
- 1417-1433 : Jacqueline de Bavière (1401 † 1436), comtesse de Hainaut et de Hollande, fille du précédent.
Mariée en 1418 à Jean IV de Bourgogne (1403 † 1427), duc de Brabant, fils d'Antoine de Bourgogne et neveu de Jean sans Peur.
Elle reconnut en 1428 Philippe le Bon comme héritier de ses domaines, qu'elle lui abandonna formellement en 1433.

## Maison de Bourgogne
Les suivants, jusqu'à la fin de l'Ancien Régime, ne portent plus les armes du Hainaut comme composant de leurs armoiries, si ce n'est sous la forme des armes de Flandre (d'or au lion de sable armé et lampassé de gueules).
| Portrait           | Nom                                    | Règne     | Notes | Armoiries |
| ------------------ | -------------------------------------- | --------- | --- | --------- |
|                    | Philippe Ier le Bon (1396 - 1467)      | 1433-1467 | Prince français de la troisième branche bourguignonne de la dynastie capétienne, la maison capétienne de Valois, et duc de Bourgogne, seigneur des Pays-Bas bourguignons de 1419 à 1467 et autres titres. Il est le fils unique du duc de Bourgogne Jean sans Peur et de Marguerite, fille du duc Albert de Bavière. |           |
|                    | Charles Ier le Téméraire (1433 - 1477) | 1467-1477 | Fils unique de Philippe le Bon, il est le dernier homme de la maison de Valois-Bourgogne. Malgré trois différentes épouses, il n'a eu qu'un seul enfant qui était une fille. |           |
| Marie de Bourgogne | Marie de Bourgogne (1457 – 1482)       | 1477-1482 | Après Philippe II le Hardi, Jean sans Peur, Philippe III le Bon et Charles le Téméraire, elle est la cinquième et dernière duchesse de Bourgogne de la maison de Valois-Bourgogne. |           |

## Maison de Habsbourg(1482-1700)
| Portrait | Nom                                                | Règne       | Notes | Armoiries |
| -------- | -------------------------------------------------- | ----------- | --- | --------- |
|          | Philippe II (1478 - 1506) (Philippe le Beau)       | 1482 - 1506 | Fils de Marie de Bourgogne et de Maximilien Ier. Par héritage : duc de Bourgogne (en titre) ; comte de Bourgogne ; souverain des Pays-Bas. Par mariage avec Jeanne Ire de Castille (Jeanne la Folle) : roi de Castille et de León (1504-1506). |           |
|          | Charles II (1500 - 1558) (Charles Quint)           | 1506 - 1555 | Fils de Philippe le Beau. Par héritage : duc de Bourgogne (en titre) ; comte de Bourgogne ; souverain des Pays-Bas ; roi de Castille et d'Aragon (Charles Ier), avec leurs dépendances (notamment en Amérique) ; chef de la maison de Habsbourg. Par élection : empereur (Charles V).                                                                               |           |
|          | Philippe III (1527 - 1598) (Philippe II d'Espagne) | 1555 - 1598 | Fils de Charles Quint. Roi d'Espagne à partir de janvier 1556. Il quitte les Pays-Bas pour l'Espagne en 1559, après le traité du Cateau-Cambrésis. Son règne est marqué par un soulèvement des Pays-Bas (1568) qui aboutit à la sécession des Provinces-Unies (1581), que son armée limite par la reconquête d'Anvers (1585) et, après son règne, d'Ostende (1604). |           |
|          | Isabelle d'Espagne (1566 - 1633)                   | 1598 - 1621 | Fille de Philippe II d'Espagne, elle dirige les Pays-Bas à titre personnel jusqu'à la mort d'Albert, puis au nom de son neveu Philippe IV. |           |
|          | Albert d'Autriche (1559 - 1621)                    | 1598 - 1621 | Fils de l'empereur Maximilien II (neveu de Charles Quint), il gouverne les Pays-Bas au nom de Philippe II d'Espagne à partir de 1595, puis à titre personnel depuis son mariage avec Isabelle (son arrière cousine) jusqu'à sa mort. |           |
|          | Philippe IV (1605 - 1665) (Philippe IV d'Espagne)  | 1621 - 1665 | Fils de Philippe III d'Espagne, lui-même fils de Philippe II d'Espagne, il hérite des Pays-Bas à la mort d'Albert sans descendance mâle, deux mois et demi après être devenu roi d'Espagne et roi de Portugal (il perd cette dernière couronne lors de la révolution de 1640).                                                                                      |           |
|          | Charles III (1661 - 1700) (Charles II d'Espagne)   | 1665 - 1700 | Fils de Philippe IV, il règne jusqu'en 1677 sous la régence de sa mère, Marie-Anne d'Autriche. Il meurt sans héritier, ce qui entraîna la guerre de Succession d'Espagne. |           |

## Maison de Bourbon
| Portrait | Nom                               | Règne       | Notes | Armoiries |
| -------- | --------------------------------- | ----------- | --- | --------- |
|          | Philippe V le Brave (1682 - 1746) | 1700 - 1713 | Arrière-arrière-petit-fils de Philippe III (roi d'Espagne) et arrière-petit-fils de Philippe IV le Grand, il se vit léguer les Espagnes par Charles III mais dut affronter les revendications des Habsbourg d'Autriche, à qui il céda les Pays-Bas au traité d'Utrecht (1713). |           |

## Maison de Habsbourg(1713-1780) puisMaison de Habsbourg-Lorraine
| Portrait | Nom                         | Règne       | Notes | Armoiries |
| -------- | --------------------------- | ----------- | --- | --------- |
|          | Charles IV (1685 - 1740)    | 1713 - 1740 | Arrière-arrière-arrière-petit-fils de Ferdinand Ier, frère de Charles II de Gand, il est prétendant au trône d'Espagne de 1700 à 1713 et empereur élu des Romains à partir de 1711. Il reçoit les Pays-Bas par le traité d'Utrecht, en échange de sa renonciation à l'Espagne. |           |
|          | Marie-Thérèse (1717 - 1780) | 1740 - 1780 | Fille de Charles, elle voit ses droits à la couronne d'Autriche contestés par Charles de Bavière puis s'impose en 1748 après que son époux ait été élu empereur des Romains.                                                                                                   |           |
|          | Joseph (1741 - 1790)        | 1780 - 1790 | Fils aîné de Marie-Thérèse, il est élu empereur des Romains à la mort de son père, puis hérite des possessions de sa mère à la mort de celle-ci. Un mois avant sa mort, les Pays-Bas se révoltent contre lui et forment les États-Belgiques-Unis.                              |           |
|          | Léopold (1747 - 1792)       | 1790 - 1792 | Deuxième fils de Marie-Thérèse, il est élu empereur des Romains à la mort de son frère, puis écrase la révolution brabançonne et signe la déclaration de Pillnitz. |           |
|          | François (1768 - 1835)      | 1792 - 1795 | Fils de Léopold, élu empereur des Romains, il voit les Pays-Bas occupés (1792) puis annexés (1795) par la France, annexion qu'il reconnaît en 1797 par le traité de Campo-Formio.                                                                                              |           |

## Titre honorifique dans la maison royale de Saxe-Cobourg et Gotha
Il est donné en titre propre au prince Léopold, petit-fils de Léopold Ier, par arrêté royal du 12 juin 1859 (jour de sa naissance),  comme le montre son acte de naissance, et il l'a conservé après 1865, quand il devient duc de Brabant, comme le montre son acte de décès. Inspiré par cette première situation, le Roi Albert Ier en fait le titre régulé du fils aîné du duc de Brabant (titre régulé du fils aîné du Roi) par un arrêté royal du 10 septembre 1930 (pour le futur Roi Baudouin, né le 7 septembre 1930) mais la disposition est abrogée par un arrêté du 16 octobre 2001, peu avant la naissance de la Princesse Élisabeth, car, contrairement au titre central de duc de Brabant, il est jugé trop unilatéral d'un point de vue linguistique et communautaire.
- 1859-1869 : Léopold de Belgique (1859-1869) (Léopold Ferdinand Élie Victor Albert Marie), 1er fils de Léopold II (virtuel Léopold II de Hainaut),
  - devient duc de Brabant et comte de Hainaut en 1865
- 1930-1934 : Prince Baudouin, petit-fils d'Albert Ier, futur Baudouin Ier (virtuel Baudouin VII de Hainaut)
  - devient donc uniquement duc de Brabant en février 1934 jusqu'à son avènement.

| |
| Armes de la province belge de Hainaut : reprise des armes comtales de l'époque de la maison d'Avesnes. |

|                                             |
| Léopold, duc de Brabant et comte de Hainaut |

|                                            |
| Acte de naissance du prince Léopold (1859) |

|                                        |
| Acte de décès du prince Léopold (1869) |

|                                                       |
| Baudouin (VII), comte de Hainaut de 09/1930 à 02/1934 |

|                                                                            |
| Élisabeth, duchesse de Brabant, sans être ni avoir été comtesse de Hainaut |